# ألان برينكلي
ألان برينكلي (بالإنجليزية: Alan Brinkley)‏ هو مؤرخ أمريكي، ولد في 2 يونيو 1949 في واشنطن العاصمة في الولايات المتحدة، وتوفي في 16 يونيو 2019.